# クローニーカバンマン

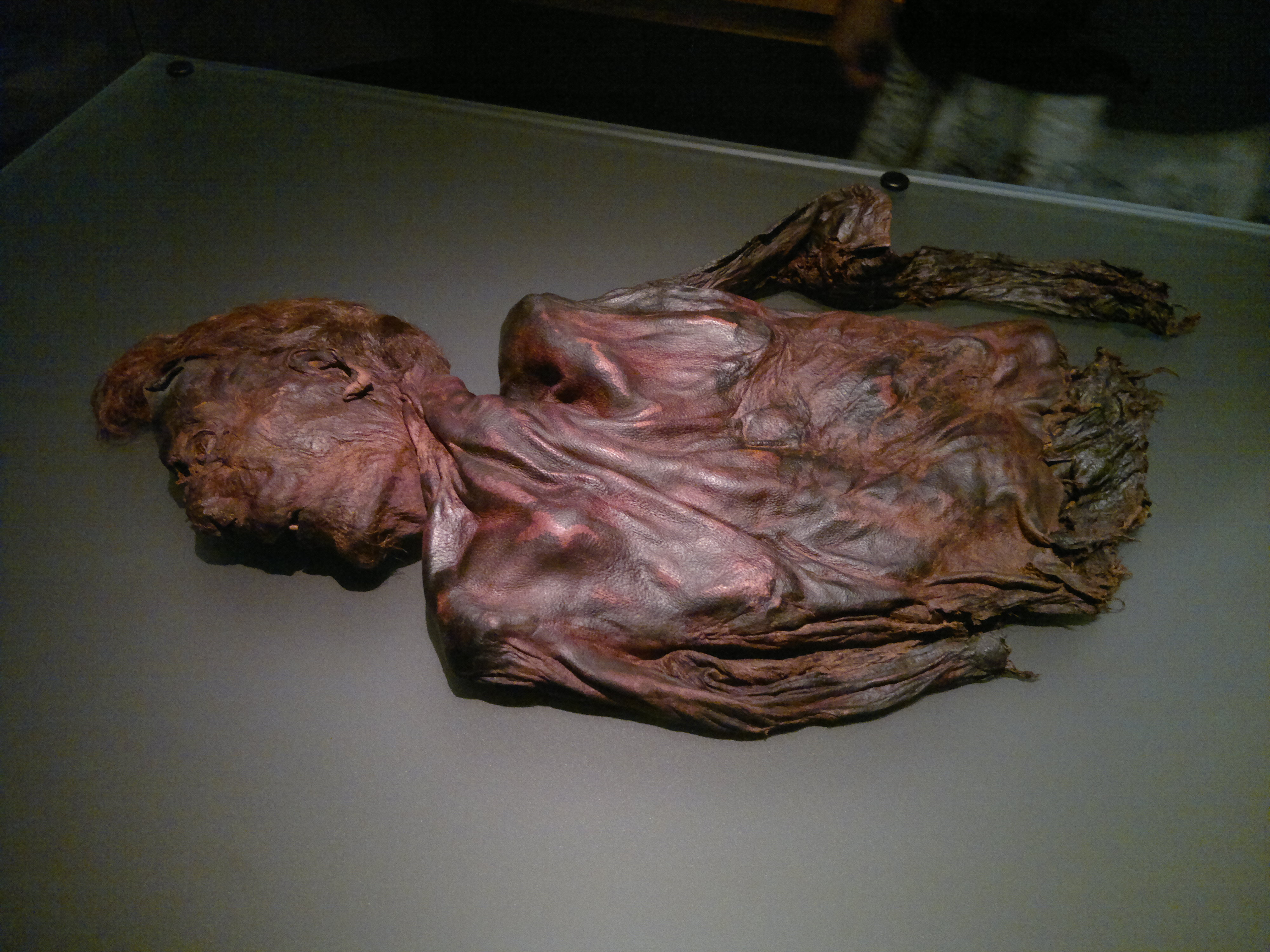
クローニーカバンマン

クローニーカバンマン（Clonycavan Man）は2003年にアイルランドで発見された鉄器時代の湿地遺体である。名前はミーズ県バリバー近郊のクローニーカバンで発見されたことにちなむ。
クローニーカバンマンは泥炭採掘中に偶然発見された。採掘用の機械によって遺体は切断されてしまい、上半身のみが現存している。
現在ダブリンのアイルランド国立博物館で展示されている。

## 分析
遺体に残されたさまざまな証拠から、クローニーカバンマンは何者かによって殺害されたことが明らかになっている。頭蓋骨は鋭利な道具で切り開かれ、頭頂部には脳にまで達する深い傷が負わされている。顔面にも鼻筋から右目の下にかけて大きな裂傷が認められる。これらの傷は斧のような鋭利な道具によってつけられたとみられ、クローニーカバンマンは儀式の生贄として殺害されたと考えられている。
放射性炭素年代測定の結果から紀元前392年 - 紀元前201年の間に死亡したことが判明している。
毛髪の化学分析からは死亡する直前の食生活の様子が明らかにされている。クローニーカバンマンは野菜とタンパク質を豊富に含んだ食事をとっており、このことから盛夏の時期に殺害されたとみられている 。死亡時の年齢は20代前半とみられる。

## 髪
クローニーカバンマンの最大の特徴はその髪型にある。髪を上に持ち上げて「整髪料」で固定し、髪ひもで結んでいる。クローニーカバンマンの身長は約160cmと推測されているが、この髪型は背をより高く見せる効果があったと考えられる。
整髪料は植物の油と松脂から作られており、フランス南西部またはスペインからの輸入品とみられている。このことはローマ帝国の影響がまだ及んでいない紀元前4 - 紀元前3世紀の段階でアイルランドと南ヨーロッパが交易をおこなっていたことを示すと同時に、クローニーカバンマンが交易品を手に入れることのできる上流階級の人物であったことを示している。

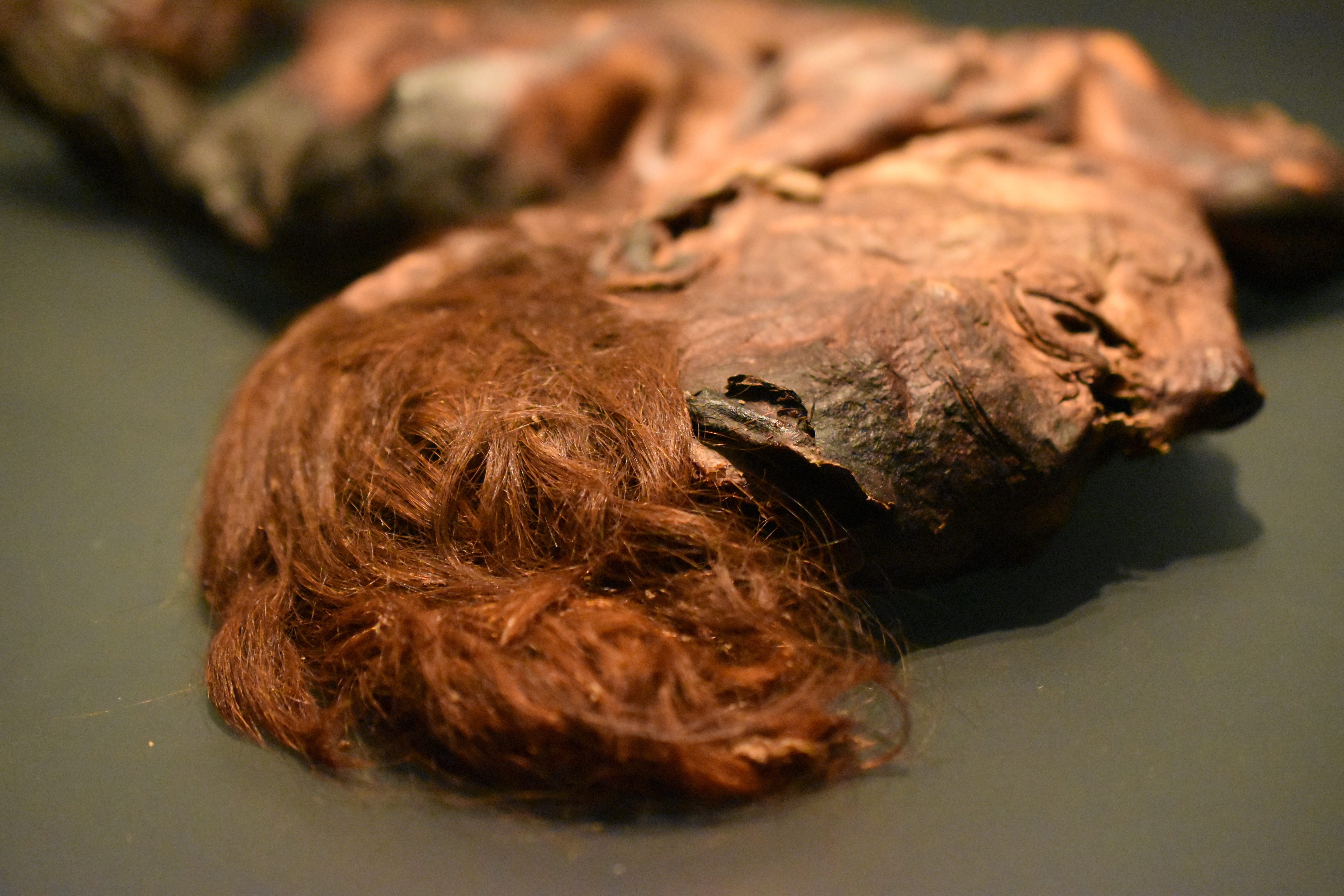
クローニーカバンマンの頭部